# Монски, Пауль
Пауль Монски (17 июня 1936 года) — американский математик и профессор в университете Брандейса.
Наиболее известен доказательством теоремы о разрезании квадрата на равновеликие треугольники.

## Биография
Получил степень бакалавра в Свэрсмор-колледже.
Защитил диссертацию в 1962 году в Чикагском университете под руководством Уолтера Бейли.

## Политика
В середине 1970-х годов, Монски прекратил выплаты подоходного налога в знак протеста против военных расходов США.
Это привело к судимости в 1980 году.